# 報道原人
『報道原人』（ほうどうげんじん）は、1998年4月4日から2004年3月20日まで東海テレビで放送された報道番組。

## 概要
毎回政治や法務、昨今話題になっている事件などを特集していた番組で、キャスターの大谷昭宏がゲストに招いた人物と議論しあうことでそれらの問題点を浮き彫りにしていた。ゲストにはその回で特集するテーマの専門家や、ワイドショーなどで取り上げられて話題になっている人物などを招いていた。例を挙げると、2002年12月14日放送分では和歌山毒物カレー事件の弁護側の人物をスタジオに招き、この事件が決定的な物証も無い中、状況証拠だけでどのように事実認定が行われたのかを改めて検証していた。
最終回では、東海地方で頻発する凶悪犯罪の数々をテーマに取り上げ、そこから警察の捜査の問題点や今後の課題を検証していた。

## 放送時間
いずれもJST。
- 土曜 11:00 - 11:30 （1998年4月 - 1998年9月）
- 土曜 10:55 - 11:25 （1998年10月 - 2004年3月）

## 出演者
- 大谷昭宏[1]
- 菊池恵子（当時東海テレビアナウンサー）[1]
- 朝山くみ（当時東海テレビアナウンサー）